# Dämmwerk
Dämmwerk (Eigenschreibweise: DÄMMWERK) ist eine Softwarelösung des Berliner Unternehmens KERN ingenieurkonzepte. Die modular aufgebaute Software bietet Berechnungsroutinen zum Nachweis des Gebäudeenergiegesetzes (GEG) und EnEV-Nachweise mit allen gängigen Normen, für das Erstellen von Energieausweisen, BEG-Förderanträgen (KfW), Energieberatungen und Sanierungsfahrplänen sowie für bauphysikalische Berechnungen aus den Bereichen Wärme-, Feuchte-, Schall- und Brandschutz, Raumakustik, thermische Simulation und Wärmebrücken an.
Die Software wird seit Erstveröffentlichung 1990 mit Hilfe der Entwicklungsumgebung Embarcadero Delphi in der Programmiersprache Object Pascal entwickelt.

## Verwendung und Funktionen
- Energetische Gebäudebilanzen Mit der Software wird die thermisch relevante Hülle, sowie die allgemeine Gebäudetechnik (Heizung, Lüftung, Warmwasserbereitung, Klimatisierung) für unterschiedliche Normverfahren (DIN V 18599, DIN 4108-6 mit DIN 4701-10) abgebildet. Gesetzliche Vorgaben wie aus dem GEG oder den BEG-Förderrichtlinien können dabei beachtet werden.
- Energieberatung Nach der Eingabe des Bestandsgebäudes (als energetische Gebäudebilanz) werden hierfür Einzelmaßnahmen definiert. Eine Einzelmaßnahme wird für ein Bauteil oder eine / mehrere haustechnische Komponente/n definiert. Aus mehreren Kombinationen von Einzelmaßnahmen (Maßnahmenkombinationen) werden neue Gebäudeberechnungen als Grundlage (Modernisierungsvarianten, Sanierungsschritte) für eine Energieberatung gebildet.
- Bauphysikalische Berechnungen und Nachweise Beispiele hierfür sind Wärmebrückenberechnungen für Wärmetransfer (psi-Wert) und Schimmelpilzbetrachtung, Feuchteschutz, Sommerlicher Wärmeschutz, Schallschutz und Raumakustik, Lüftungskonzepte.
- Simulationsberechnungen Für den Temperaturverlauf in Innenräumen (sommerlicher Wärmeschutz) oder Abschätzungen zur Bedarfsdeckung von thermischen Solaranlagen, Wärmepumpen und  Eisspeicher.
- Ökobilanz nach QNG Die Software ermöglicht eine ganzheitliche Betrachtung der Umweltwirkung von Gebäuden. Durch eine umfassende Überprüfung der verbauten Materialien, eine Einschätzung des nichterneuerbaren Primärenergiebedarfs (PENRT) und der Freisetzung von CO2-Emissionen (GWP, Global Warming Potential) nach den QNG-Richtlinien des BMWSB und unter Verwendung von      Bewertungsparametern aus der ÖKOBAUDAT und Rechenwerttabelle kann die Grundlage für eine Neubauförderung geschaffen werden.

Verwendung findet die Software vor allem in den Bereichen energetische Nachweisführung nach GEG, Energieberatung, Bausachverständigung, Architektur und Bauingenieurwesen.

## Programmkonzept
Die Software ist modular aufgebaut, wobei die Module verschiedenen Bereichen der Bauphysik (wie Schall- und Wärmeschutz) und des GEG (wie Energieausweise) entsprechen.
- Kern stellt Software-Downloads, Berechnungsbeispiele und (Video-)Tutorials zur Verfügung. Ein Anwender-Support ist kostenfrei zugänglich.
- Seit der Erstveröffentlichung 1990 wurden zahlreiche Updates publiziert, die aktuelle Version heißt „DÄMMWERK 2024“.
- Ein Jahresupdate wird regelmäßig im Oktober bereitgestellt.